# Letiště Addis Abeba
Letiště Addis Abeba (IATA: ADD, ICAO: HAAB) je mezinárodní letiště, které obsluhuje hlavní město Etiopie Addis Abeba. Leží v oblasti Bole asi 6 km jihovýchodně od centra města. Původní název byl Mezinárodní letiště Haile Selassie I. Jde o hlavní hub společnosti Ethiopian Airlines, národní letecké společnosti, která má destinace po Etiopii a celém africkém kontinentu, ale provozuje také nepřetržité lety do Asie, Evropy, Severní a Jižní Ameriky. Na letišti také sídlí etiopská letecká akademie. K 31. červenci 2013 bylo z letiště vypravováno více než 150 letů denně.